# Erbsengraben (Iglseebach)
Der Erbsengraben ist ein Quellfluss des Iglseebachs bei Pleinfeld im mittelfränkischen Landkreis Weißenburg-Gunzenhausen. Ein weiterer Quellfluss ist der Haselgraben.

## Verlauf
Der Erbsengraben entspringt auf einer Höhe von 465 m ü. NHN nordwestlich von Mannholz. Nach einem Lauf von rund 1,1 Kilometern fließt der Erbsengraben auf einer Höhe von 406 m ü. NHN südwestlich von Mannholz und östlich von Mischelbach mit dem Haselgraben zusammen.